# Thierry Luthers
 (mai 2018).
Si vous disposez d'ouvrages ou d'articles de référence ou si vous connaissez des sites web de qualité traitant du thème abordé ici, merci de compléter l'article en donnant les références utiles à sa vérifiabilité et en les liant à la section « Notes et références ».
Thierry Luthers, né le 26 mars 1959 à Liège, est un animateur puis journaliste sportif belge à la RTBF.

## Biographie
Après des études primaires dans son quartier liégeois de Fétinne et des études secondaires à l'Athénée royal de Chênée, Thierry Luthers obtient une licence en Histoire à l'Université de Liège.
Il entre à la télévision (RTBF) dès 1980 en tant qu'animateur de l'émission  Allegro con Stéréo. Ensuite, il présente successivement les émissions  Micro Défi (1 100 émissions quotidiennes entre 1981 et 1986), Le Grain de Sable, Billets doux, Copie conforme (1988-1993) (dont deux ans en co-production avec la Suisse et le Canada) et Fidèles au Poste.
En 1992 et 1995, il présente la finale nationale du Concours Eurovision de la chanson.
Passionné de sports et plus particulièrement de football, il est aussi journaliste sportif en radio où il présente entre autres l'émission Droit au but.
En TV, on le retrouve à  la présentation du magazine hebdomadaire Extra Time.
En 2004, il devient journaliste sportif sur la radio VivaCité et couvre les grands événements sportifs en football et en athlétisme. Il devient ensuite chroniqueur dans le 8-9 tous les lundis sur Vivacité.
Il est épisodiquement chroniqueur dans l'émission de télévision de La Deux puis Tipik La Tribune traitant de football.
Depuis le 1er octobre 2015, il est l'un des trois chroniqueurs de l'émission humoristique Le Grand Cactus présentée par Jérôme de Warzée et Adrien Devyver sur La Deux puis Tipik. Il est le référent historique de l'émission et y présente la Minute de Monsieur Luthers.
Parallèlement à sa carrière audiovisuelle, Thierry Luthers rend hommage à son idole Johnny Hallyday dans un spectacle intitulé "Thierry chante Johnny" lors de plusieurs concerts chaque année.
Après avoir pris sa retraite en 2022, il fait une nouvelle apparition à la télévision sur RTL TVI en mars 2024, dans la troisième saison du jeu Les Traîtres.
Il est le frère cadet de Philippe Luthers, animateur  à la RTBF, décédé en 2007.

## Distinctions
- 2023 : Citoyen d'honneur de Liège[4].